# Vorstendom Saksen-Eisenach (1640-1644)
Het Vorstendom Saksen-Eisenach (Duits: Fürstentum Sachsen-Eisenach) was een wereldlijk vorstendom in het Heilige Roomse Rijk, dat geregeerd werd door de Ernestijnse linie van het Huis Wettin. Omdat de heersers van Saksen-Eisenach ook de titel hertog van Saksen voerden, wordt het vorstendom ook vaak hertogdom genoemd.
Saksen-Eisenach ontstond in 1640 door de verdeling van het Hertogdom Saksen-Weimar tussen de broers Willem, Albrecht en Ernst. Hertog Albrecht kreeg Eisenach, zijn oudste broer Willem behield Weimar en zijn jongere broer Ernst kreeg Gotha. Vier jaar na de deling stierf hertog Albrecht kinderloos, waarna Saksen-Eisenach werd verdeeld tussen Saksen-Weimar en Saksen-Gotha.

## Geschiedenis

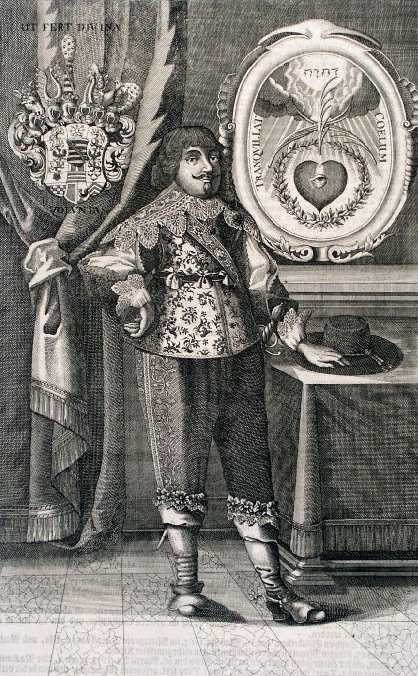
Gravure van Hertog Albrecht van Saksen-Eisenach.

### De deling van Saksen-Weimar
In 1620 trad hertog Johan Ernst I van Saksen-Weimar af en droeg de regering van het hertogdom over aan zijn jongere broer Willem. Willem sloot in 1629 een verdrag met zijn broers Albrecht, Ernst en Bernard waarin ze afspraken dat Willem als oudste broer op mocht treden als Direktor van het Huis Saksen-Weimar, maar dat hij bij de regering van het land zijn broers medezeggenschap moest geven. Een deling van het hertogdom Weimar sloten de broers voorlopig uit.
Toen hertog Johan Ernst van Saksen-Eisenach in 1638 kinderloos overleed erfden de hertogen van Weimar samen met hun neven uit Saksen-Altenburg grote gebieden rond de steden Eisenach, Gotha en Coburg in het westen en zuiden van Thüringen. Na onderhandelingen over de erfenis viel Coburg aan de hertogen van Saksen-Altenburg, terwijl Saksen-Weimar Eisenach en Gotha kreeg. Onder druk van zijn jongere broers gaf hertog Willem in 1639 zijn verzet tegen een deling van het sterk vergrote hertogdom Weimar op. Op 9 april 1640 sloten de drie broers een verdelingsverdrag. Willem behield Weimar, Albrecht kreeg Eisenach en Gotha viel aan Ernst.

### Een leeggeplunderd land
De regering van hertog Albrecht in Saksen-Eisenach werd beheerst door de Dertigjarige Oorlog (1618-1648). Toen Albrecht aan het begin van 1640 het bestuur over het vorstendom op zich nam was Saksen-Eisenach bezet door Keizerlijke troepen. In de zomer van dat jaar keerde een Zweeds leger onder Johan Banér vanuit Bohemen terug naar het Zweedse hoofdkwartier in Erfurt. De Zweden verdreven de Keizerlijke troepen uit Eisenach, en bezetten zelf het vorstendom. Om hun garnizoen in Erfurt te kunnen onderhouden eisten de Zweedse soldaten geld en levensmiddelen van de Eisenachse bevolking. In de winter van 1641 op 1642 probeerde een keizerlijk leger onder het bevel van veldmaarschalk Hatzfeld Erfurt te veroveren. De keizerlijken werden in Saksen-Eisenach ingekwartierd.
In de winter van 1642 trok een Frans leger onder Jean-Baptiste Budes de Guébriant door Saksen-Eisenach om het Zweedse leger bij Leipzig tegen de keizerlijken te hulp te komen. Vervolgens werd Saksen-Eisenach in 1642 en 1643 opnieuw door de troepen van de keizerlijke maarschalk Hatzfeld geplunderd: in het voormalige graafschap Henneberg, waar Hatzfeld gelegerd was, waren door eerdere bezettingen niet meer genoeg levensmiddelen te krijgen om het keizerlijke leger te onderhouden. Ten slotte werd opnieuw een Zweeds leger, ditmaal onder het bevel van generaal Königsmarck, in Eisenach ingekwartierd.
Samen met zijn broer Ernst had Albrecht in 1640 besloten om een grondige kerk- en schoolvisitatie in hun vorstendommen uit te laten voeren. Het doel van deze inspectie was om de, volgens de vorst, onverschillige houding van de bevolking ten opzichte van de protestants-lutherse leer aan de kaak te stellen en om de maatschappelijke zeden te bevorderen. Daarnaast werd het werk van de predikant en de vorstelijke ambtenaren gecontroleerd. De inspecties werden vanaf 1642 uitgevoerd, waarbij Albrecht minder streng optrad dan zijn broer Ernst in Saksen-Gotha. Tegelijkertijd probeerde de hertog de visitaties te gebruiken om doortrekkende legeraanvoerders over te halen minder zware eisen aan de bevolking te stellen, wat echter meestal weinig effect had.
In 1642 probeerde Albrecht een belastinghervorming door te voeren. Hierin zouden ook ridders en edelen, die daarvoor vrijgesteld waren van belastingen, moeten meebetalen. De hervormingen had nauwelijks invloed op de vorstelijke financiën: er was zoveel tegenstand tegen de heffingen en de bevolking was door de oorlog zo verarmd, dat het de hertog zelfs met militaire dwang niet lukte om de belastingen te heffen.

### Het einde van het vorstendom
Hertog Albrecht overleed op 20 december 1644 op 45-jarige leeftijd aan een hartaanval. Zijn huwelijk met zijn nicht Dorothea von Sachsen-Altenburg was kinderloos gebleven, zodat Saksen-Eisenach aan zijn broers Willem van Saksen-Weimar en Ernst van Saksen-Gotha viel. Omdat Ernst vanwege de hoge schulden van Eisenach bedenkingen had over de erfenis, lieten de twee broers het land aanvankelijk provisorisch besturen door de door Albrecht opgezette regering in Eisenach.
Op advies van zijn raadsheren koos Ernst er uiteindelijk voor om de erfenis te accepteren. De twee broers kwamen overeen om Saksen-Eisenach in twee gelijke delen te verdelen, met Eisenach en Heldburg als centra. Op 30 maart 1645 tekenden de broers het verdelingsverdrag, dat op 1 mei in werking zou treden. Saksen-Eisenach werd als volgt verdeeld:
- Hertog Willem van Weimar koos het deel rond Eisenach, met de Ämter Eisenach, Creuzburg, Gerstungen, Hausbreitenbach en Lichtenberg. Daarnaast kreeg Willem de rechten op het Erfurter Geleit en het Georgenthalter Hof in Erfurt.
- Hertog Ernst van Gotha kreeg het Heldburger deel, met de Ämter Heldburg, Veilsdorf, Eisfeld, Allendorf, Krayenburg, Volkenroda en de helft van het amt Salzungen.
- De Eisenachse stem op de Rijksdag, de verplichtingen tegenover de Opper-Saksische Kreits en de vlotterij op de Werra werden gemeenschappelijk bezit, maar kwamen onder het bestuur van hertog Willem als Senior en Direktor van het Huis Saksen-Weimar.

## Bestuur
Hertog Albrecht richtte na zijn aantreden als vorst van Eisenach een relatief eenvoudig en goedkoop bestuur in. Voor kerkelijke aangelegenheden was een consistorie (Konsistorium) ingericht, het dagelijks bestuur lag in handen van de regering (Regierung). In tegenstelling tot zijn broer Willem in Weimar liet Albrecht geen zelfstandig financieel orgaan inrichten. De Reneterei was onderdeel van de regering.
Zowel de regering als het consistorie stonden onder leiding van Albrechts kanselier Simon Malsius (1585-1648). Malsius, een bestuursjurist van burgerlijke afkomst, was tot 1638 lid geweest van de Geheime Raad van hertog Johan Ernst.

## Territorium
Saksen-Eisenach bestond uit meerdere niet-aaneengesloten gebieden in het westen en zuiden van Thüringen. In het westen, rond de hoofdstad Eisenach lagen de Ämter Eisenach, Creuzburg, Gerstungen, Hausbreitenbach, Krayenburg en Salzungen. Ten noorden van deze gebieden lag het Amt Volkenroda, dat van de rest van het vorstendom gescheiden werd door het Thüringse deel van het Keurvorstendom Saksen.
In het zuiden, in het voormalige graafschap Henneberg, lag het Amt Lichtenberg, met Ostheim als grootste plaats. Heldburg, Eisfeld en Veilsdorf lagen in het westen en noorden van het Coburger Land.

## Heerser
- 1640 - 1644: Albrecht